# 김경선 (탁구 선수)
김경선은 조선민주주의인민공화국의 탁구 선수였다. 1981년 유고 노비사드 세계선수권대회에서 단체 동메달을 획득하였다.